# İlyas Çanakçı
İlyas Çanakçı (* 7. September 2001 in Konya) ist ein türkischer Sprinter, der sich auf den 400-Meter-Lauf spezialisiert hat.

## Sportliche Laufbahn
Erste internationale Erfahrungen sammelte İlyas Çanakçı im Jahr 2018, als er bei den Jugendeuropameisterschaften in Győr in 47,45 s den fünften Platz im 400-Meter-Lauf belegte und mit der türkischen Sprintstaffel (1000 Meter) in 1:53,84 min die Silbermedaille gewann. Anschließend nahm er mit der 4-mal-400-Meter-Staffel an den U20-Weltmeisterschaften in Tampere teil, erreichte dort mit 3:09,87 min aber nicht das Finale. Im Oktober nahm er an den Olympischen Jugendspielen in Buenos Aires teil und gelangte dort auf den vierten Platz. 2019 belegte er bei den U20-Europameisterschaften in Borås in 46,48 s den sechsten Platz und siegte mit der Staffel in 3:08,34 min. Anfang September siegte er bei den Balkan-Meisterschaften in Prawez in 3:05,85 min mit der türkischen Staffel, wie auch bei den Balkan-Meisterschaften 2020 in Cluj-Napoca in 3:06,25 min. 2021 siegte er dann bei den Balkan-Hallenmeisterschaften in Istanbul in 46,91 s über 400 Meter. Kurz zuvor stellte er über 300 Meter mit 33,22 s eine neue Nationale Hallenbestleistung auf. Anschließend gelangte er bei den Halleneuropameisterschaften in Toruń bis ins Halbfinale über 400 Meter und schied dort mit 47,60 s aus. Anfang Mai verpasste er dann bei den World Athletics Relays im polnischen Chorzów mit 3:06,05 min den Finaleinzug in der 4-mal-400-Meter-Staffel. Im Juli startete er mit der Staffel bei den U23-Europameisterschaften in Tallinn und belegte dort in 3:06,57 min den vierten Platz.
2022 siegte er mit neuer Bestleistung von 46,58 s bei den Balkan-Hallenmeisterschaften in Istanbul über 400 m und gewann mit der Staffel in 3:10,76 min die Bronzemedaille hinter den Teams aus Rumänien und Slowenien. Im Jahr darauf wurde er bei der 1. Liga der Team-Europameisterschaft im Zuge der Europaspiele in Chorzów in 47,23 s Sechster im B-Lauf über 400 Meter und gelangte mit der Mixed-Staffel mit 3:20,06 min auf den sechsten Platz im B-Lauf. Anschließend schied er bei den U23-Europameisterschaften in Espoo mit 47,32 s in der ersten Runde über 400 Meter aus und gewann mit der Männerstaffel in 3:03,04 min die Silbermedaille hinter dem italienischen Team. Daraufhin schied er bei den World University Games in Chengdu mit 47,42 s im Semifinale im Einzelbewerb aus und siegte mit der Staffel in 3:03,46 min. 2024 belegte er bei den Balkan-Hallenmeisterschaften in Istanbul in 47,46 s den siebten Platz über 400 Meter und siegte im Staffelbewerb in 3:12,09 min. Im Mai kam er bei den World Athletics Relays auf den Bahamas in der ersten Qualifikationsrunde über 4-mal 400-Meter für die Olympischen Spiele zum Einsatz, ehe er bei den Balkan-Meisterschaften in Izmir in 3:08,10 min die Silbermedaille hinter dem ukrainischen Team gewann. Im Jahr darauf belegte er bei den Balkan-Hallenmeisterschaften in Belgrad in 47,28 s den sechsten Platz über 400 Meter und siegte mit der Staffel in 3:10,97 min. Ende Juni wurde er bei der 2. Liga der Team-Europameisterschaft in Maribor in 45,86 s Sechster im A-Lauf über 400 Meter und gelangte mit der Mixed-Staffel mit 3:21,72 min ebenfalls auf Rang sechs im A-Lauf. Anschließend schied er bei den World University Games in Bochum mit 47,11 s im Halbfinale über 400 Meter aus und gewann mit der Männerstaffel in 3:04,40 min die Bronzemedaille hinter den Teams aus Polen und den Vereinigten Staaten.
2019 wurde Çanakçı türkischer Meister im 200-Meter-Lauf und in den Jahren 2020, 2021 und 2024 siegte er über 400 Meter.

## Persönliche Bestleistungen
- 200 Meter: 21,38 s (+0,4 m/s), 1. Juni 2025 in Izmir
  - 200 Meter (Halle): 21,64 s, 17. Januar 2021 in Istanbul
  - 300 Meter (Halle): 33,22 s, 24. Januar 2021 in Istanbul
- 400 Meter: 45,86 s, 28. Juni 2025 in Maribor
  - 400 Meter (Halle): 46,24 s, 18. Februar 2024 in Istanbul